# Aepyprymnus rufescens
Rat-kangourou rougeâtre
Pour les articles homonymes, voir Rat-kangourou.
Genre
Espèce
Statut de conservation UICN

 LC  : Préoccupation mineure
Le Rat-kangourou rougeâtre (Aepyprymnus rufescens), appelé aussi Bettongie rousse ou Rat-kangourou roux, est une espèce de marsupiaux de la famille des Potoroidae, endémique d'Australie. C'est la seule espèce du genre Aepyprymnus.

## Description
Il mesure 38 cm de la tête au départ de la queue, avec une queue de 34 cm et pèse 3 kg. Il a un pelage gris avec des reflets roux, de longues pattes arrière avec de grands pieds et un gros premier orteil. Comme les marsupiaux, il saute sur ses pattes arrière, se dirigeant avec ses pattes avant et transporte les matériaux pour faire son nid avec sa queue.

## Répartition et habitat
On le trouve dans les régions côtières et l'arrière pays depuis Newcastle dans la Nouvelle-Galles du Sud jusqu'à Cooktown dans le Queensland. On le trouvait avant dans le bassin de la Murray River.

## Alimentation
Il se nourrit d'herbes, de feuilles, de racines, de tubercules, de champignons.

## Mode de vie
C'est un animal terrestre, nocturne qui vit solitaire.

## Reproduction
La femelle atteint la maturité sexuelle à 11 mois et le mâle entre 12 et 13 mois. La femelle peut alors se reproduire toutes les 3 semaines[réf. nécessaire]. la gestation est de 22 à 24 jours puis le petit passe 16 semaines dans la poche marsupiale. Il passe encore les sept semaines suivantes avec sa mère avant de s'affranchir complètement d'elle.

## Galerie

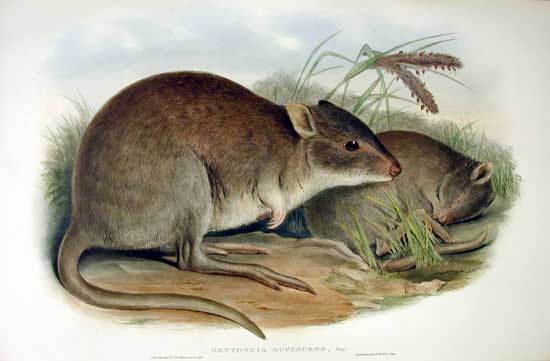
Planche de John Gould.
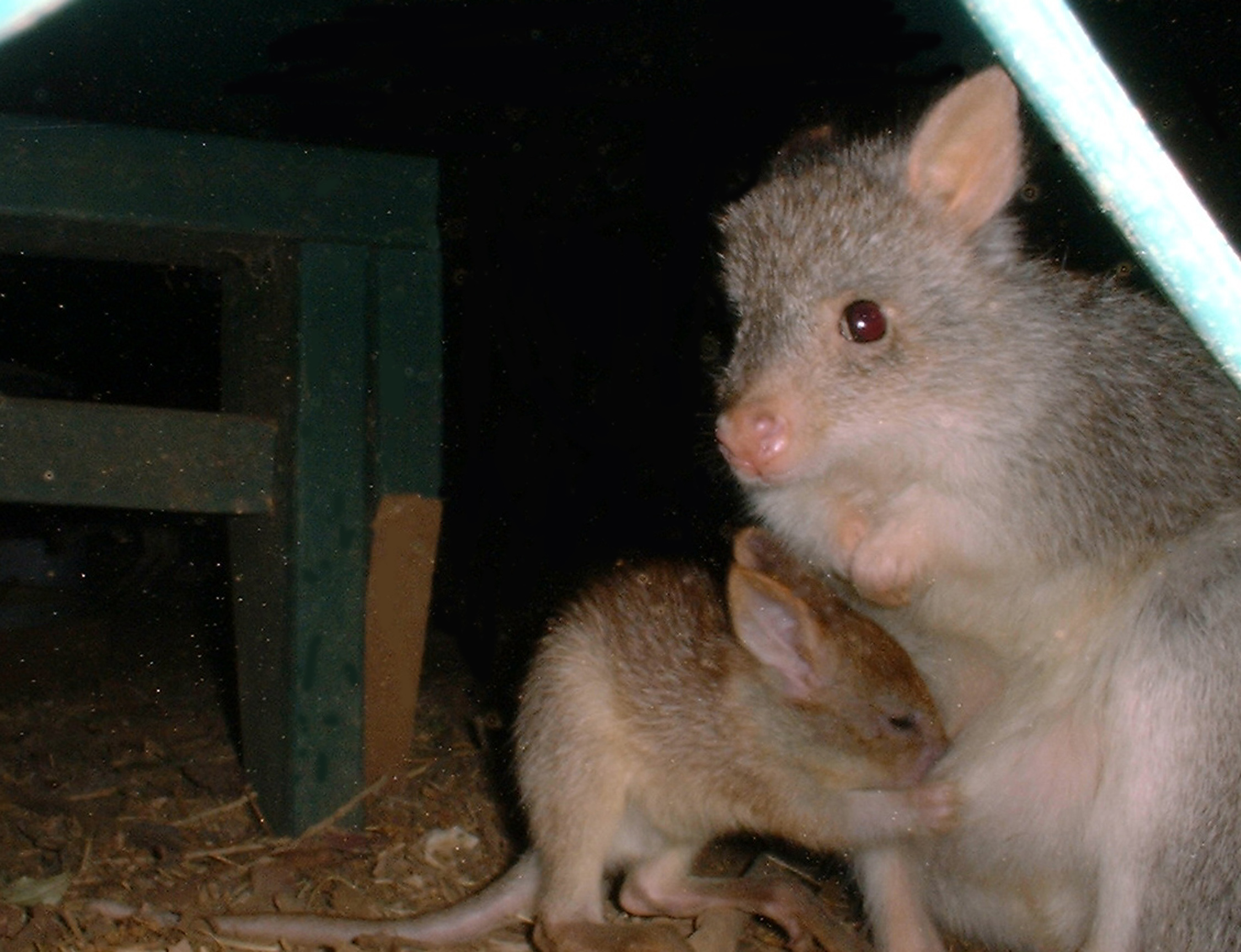
Petit avec sa mère.